# Doroteja
Doroteja (serbisch, mazedonisch: Доротеја) ist ein weiblicher Vorname.

## Herkunft und Bedeutung
Der Name ist die kroatische, serbische, slowenische und mazedonische Form von Dorothea.

## Bekannte Namensträgerinnen
- Doroteja Erić (* 1992), serbische Tennisspielerin